# Reportaje (película)
Reportaje es una película de comedia y drama mexicana de 1953, escrita y dirigida por Emilio «El Indio» Fernández. Esta película contiene siete segmentos con la participación especial de numerosos actores y actrices conocidos y de reparto, quienes fueron parte de la Época de Oro del cine mexicano.

## Argumento
La noche del Año Nuevo de 1952, Bernardo, dueño de un periódico, discute con su director editorial por la baja calidad en sus noticias. Tras esto y con el fin de incentivar a sus reporteros a publicar una noticia de interés, ofrece un premio de diez mil pesos a quién le lleve la mejor nota de esa noche. Algunos de los periodistas aceptan competir por el premio y salen en busca de datos noticiosos en diversos lugares.

## Reparto

### En la redacción de un periódico
- Arturo de Córdova como Bernardo[1]
- Roberto Cañedo como Humberto[1]
- Miguel Ángel Ferriz Sr. como Sr. Rivera[1]
- Manolo Fábregas como Rafael Galindo[1]
- Víctor Parra como Roberto Garibay[1]
- Víctor Manuel Mendoza como García[1]
- Beatriz Ramos como reportera[1]
- Luis Aldás como Gerardo Muñoz[1]
- Rafael Banquells como Banquells[1]
- Tito Novaro como reportero[1]

### En la Cruz Roja
- María Elena Marqués como Gabriela[1]
- Roberto Cañedo como Humberto
- Columba Domínguez como Petra[1]
- Julio Villarreal como cirujano[1]
- Ernesto Alonso como médico[1]
- José Elías Moreno como mariachi en el hospital[1]
- Luis Aceves Castañeda como Aurelio[1]
- José Ángel Espinosa «Ferrusquilla» como médico de acento yucateco[1]
- Esther Fernández como enfermera[1]
- Amanda del Llano como Cándida, empleada doméstica[1]
- Carmen Montejo como enfermera[1]
- Miguel Torruco como taxista[1]
- Miroslava Stern como enfermera[1]
- Lalo Noriega como médico[1]
- Crox Alvarado como médico[1]
- César del Campo como paramédico[1]
- Fernando Casanova como médico[1]

### Un hecho misterioso
- Pedro Infante como Edmundo Bernal[1]
- Carmen Sevilla como María Eugenia Bazán[1]
- Domingo Soler como padre Márquez[1]
- Carmelita González como empleada doméstica de Edmundo[1]
- Manolo Fábregas como Rafael Galindo
- Carlos Riquelme como asistente de Márquez[1]
- Miguel Arenas como ing. Carlos Bernal[1]
- Armando Silvestre como Armando, chofer[1]
- Lily Aclemar como invitada en fiesta[1]

### En la comisaría
- Germán Valdés «Tin-Tan» como pachuco compositor[1]
- Marcelo Chávez como guitarrista[1]
- Carlos López Moctezuma como agente del ministerio público[1]
- Víctor Parra como Roberto Garibay
- Meche Barba como mujer acusadora de empleada doméstica[1]
- Antonio Espino «Clavillazo» como Damián García[1]
- Carlos Orellana como policía[1]
- Irma Torres como empleada doméstica acusada de robo[1]
- Arturo Soto Rangel como secretario[1]
- Wolf Ruvinskis como policía[1]
- Gilberto González como policía[1]

### En un cabaret
- Libertad Lamarque como cantante de cabaret[1]
- Fernando Soler como Ernesto del Valle[1]
- Pedro López Lagar como ladrón[1]
- Lola Flores como bailaora[1]
- Joaquín Pardavé como ladrón[1]
- Andrés Soler como invitado en fiesta del cabaret[1]
- Pedro Vargas como Pedro, cantante[1]
- Rebeca Iturbide como invitada en fiesta del cabaret[1]
- Luis Aldás como Gerardo Muñoz[1]
- Luis Procuna como Luis
- Jorge Casanova como mesero[1]
- Enrique Díaz Indiano como invitado en fiesta del cabaret[1]
- Maruja Grifell como invitada en fiesta del cabaret[1]
- Fanny Schiller como invitada en fiesta del cabaret[1]

### Un divorcio
- Dolores del Río como María Cristina[1]
- Arturo de Córdova como Bernardo

### En un hotel
- María Félix como actriz[1]
- Jorge Negrete como cantante[1]
- Rodolfo Landa como Rodolfo[1]

### Sin acreditar
- Perla Aguiar como	invitada en fiesta
- Gloria Alonso	como invitada en fiesta
- Daniel Arroyo	como invitado en fiesta
- Antonio Bribiesca	como guitarrista[1]
- Rodolfo Calvo	como invitado
- Gloria Cansino como mujer en fiesta del cabaret
- Alicia Caro como invitada en fiesta
- Jorge Chesterking	como hombre en fiesta del cabaret
- Agustín Fernández como paramédico[1]
- Rogelio Fernández	como paramédico
- Violeta Guirola como invitada en fiesta
- Emilio Gálvez como mariachi
- Isabel Herrera como mujer en hospital
- Queta Lavat como secretaria
- Ángel Merino como invitado en fiesta
- Felipe Montoya como policía
- Rubén Márquez	como invitado en fiesta
- Manuel Noriega como secretario de la delegación[1]
- Juan Orraca como invitado en fiesta
- Pedro Padilla	como invitado
- Salvador Pérez G.	como invitado en fiesta
- Antonio Raxel	como invitado en fiesta
- Virginia Retana como invitada en fiesta
- Beatriz Saavedra como mujer en fiesta del cabaret
- Aurora Segura	como invitada en fiesta

## Producción
De acuerdo con la Asociación de Periodistas Cinematográficos de México A.C. (PECIME), la idea de filmar la película se concretó durante una charla en la que participaron varios cineastas, periodistas, y artistas. Su realización llevó tiempo y esfuerzo debido a que se tuvo que encontrar la manera en que varios de los actores y actrices de la época pudieran intervenir en ella, siendo Jorge Negrete, secretario general de la ANDA, quien ayudó para que sus compañeros actuaran en la cinta.
Emilio Fernández y Mauricio Magdaleno fueron los encargados de escribir la historia y el guion, en colaboración con el escritor y poeta español Julio Alejandro. El licenciado Miguel Alemán Velasco, hijo del presidente Miguel Alemán Valdés, accedió a ayudar con la producción del filme, proporcionando el apoyo de su empresa productora Tele-Voz.